# Grand Prix Francji 1962
Grand Prix Francji 1962 (oryg. Grand Prix de l’ACF) – 4. runda Mistrzostw Świata Formuły 1 w sezonie 1962, która odbyła się 8 lipca 1962, po raz 3. na torze Rouen-les-Essarts.
48. Grand Prix Francji, 12. zaliczane do Mistrzostw Świata Formuły 1.

## Wyniki

### Kwalifikacje
Źródło: statsf1.com
| P  | Nr | Kierowca                | Konstruktor(-silnik) | Opony | Czas   | Odstęp | Strata |
| -- | -- | ----------------------- | -------------------- | ----- | ------ | ------ | ------ |
| 1  | 12 | Jim Clark               | Lotus-Climax         | D     | 2:14,8 | –      | –      |
| 2  | 8  | Graham Hill             | BRM                  | D     | 2:15,0 | +0,2   | +0,2   |
| 3  | 22 | Bruce McLaren           | Cooper-Climax        | D     | 2:15,4 | +0,4   | +0,6   |
| 4  | 26 | Jack Brabham            | Lotus-Climax         | D     | 2:16,1 | +0,7   | +1,3   |
| 5  | 18 | John Surtees            | Lola-Climax          | D     | 2:16,3 | +0,2   | +1,5   |
| 6  | 30 | Dan Gurney              | Porsche              | D     | 2:16,5 | +0,2   | +1,7   |
| 7  | 34 | Masten Gregory          | Lotus-BRM            | D     | 2:17,3 | +0,8   | +2,5   |
| 8  | 36 | Innes Ireland           | Lotus-Climax         | D     | 2:17,5 | +0,2   | +2,7   |
| 9  | 32 | Jo Bonnier              | Porsche              | D     | 2:17,9 | +0,4   | +3,1   |
| 10 | 10 | Richie Ginther          | BRM                  | D     | 2:18,2 | +0,3   | +3,4   |
| 11 | 24 | Tony Maggs              | Cooper-Climax        | D     | 2:18,6 | +0,4   | +3,8   |
| 12 | 14 | Trevor Taylor           | Lotus-Climax         | D     | 2:19,1 | +0,5   | +4,3   |
| 13 | 28 | Maurice Trintignant     | Lotus-Climax         | D     | 2:20,8 | +1,7   | +6,0   |
| 14 | 20 | Roy Salvadori           | Lola-Climax          | D     | 2:21,3 | +0,5   | +6,5   |
| 15 | 40 | Jo Siffert              | Lotus-BRM            | D     | 2:23,4 | +2,1   | +8,6   |
| 16 | 42 | Jackie Lewis            | Cooper-Climax        | D     | 2:25,5 | +2,1   | +10,7  |
| 17 | 38 | Carel Godin de Beaufort | Porsche              | D     | 2:26,5 | +1,0   | +11,7  |
| P  | Nr | Kierowca                | Konstruktor(-silnik) | Opony | Czas   | Odstęp | Strata |

### Wyścig
Źródła: statsf1.com
| P                                                     | + / –     | Nr | Kierowca                | Konstruktor   | Opony | Okr. | Czas / Strata | Komentarz                |
| ----------------------------------------------------- | --------- | -- | ----------------------- | ------------- | ----- | ---- | ------------- | ------------------------ |
| 1                                                     | 5         | 30 | Dan Gurney              | Porsche       | D     | 54   | 2:07:35,5     |                          |
| 2                                                     | 9         | 24 | Tony Maggs              | Cooper-Climax | D     | 53   | +1 okr.       |                          |
| 3                                                     | 7         | 10 | Richie Ginther          | BRM           | D     | 52   | +2 okr.       |                          |
| 4                                                     | 1         | 22 | Bruce McLaren           | Cooper-Climax | D     | 51   | +3 okr.       |                          |
| 5                                                     | Bez zmian | 18 | John Surtees            | Lola-Climax   | D     | 51   | +3 okr.       |                          |
| 6                                                     | 11        | 38 | Carel Godin de Beaufort | Porsche       | D     | 51   | +3 okr.       |                          |
| 7                                                     | 6         | 28 | Maurice Trintignant     | Lotus-Climax  | D     | 50   | +4 okr.       |                          |
| 8                                                     | 4         | 14 | Trevor Taylor           | Lotus-Climax  | D     | 48   | +6 okr.       |                          |
| 9                                                     | 7         | 8  | Graham Hill             | BRM           | D     | 44   | +10 okr.      | system paliwowy          |
| Niesklasyfikowani                                     |           |    |                         |               |       |      |               |                          |
|                                                       |           | 32 | Jo Bonnier              | Porsche       | D     | 43   | +11 okr.      | skrzynia biegów          |
|                                                       |           | 12 | Jim Clark               | Lotus-Climax  | D     | 34   | +20 okr.      | zawieszenie              |
|                                                       |           | 42 | Jackie Lewis            | Cooper-Climax | D     | 28   | +26 okr.      | wypadek                  |
|                                                       |           | 20 | Roy Salvadori           | Lola-Climax   | D     | 21   | +33 okr.      | ciśnienie oleju          |
|                                                       |           | 34 | Masten Gregory          | Lotus-BRM     | D     | 15   | +39 okr.      | zapłon                   |
|                                                       |           | 26 | Jack Brabham            | Lotus-Climax  | D     | 11   | +43 okr.      | zawieszenie              |
|                                                       |           | 40 | Jo Siffert              | Lotus-BRM     | D     | 6    | +48 okr.      | sprzęgło                 |
|                                                       |           | 36 | Innes Ireland           | Lotus-Climax  | D     | 1    | +53 okr.      | opona                    |
| Nie wystartowali / niedopuszczeni do ponownego startu |           |    |                         |               |       |      |               |                          |
|                                                       |           | 2  | Phil Hill               | Ferrari       | D     | 0    |               | nie przybył              |
|                                                       |           | 4  | Ricardo Rodríguez       | Ferrari       | D     | 0    |               | nie przybył              |
|                                                       |           | 6  | Lorenzo Bandini         | Ferrari       | D     | 0    |               | nie przybył              |
|                                                       |           | 16 | Peter Arundell          | Lotus-BRM     | D     | 0    |               | nie przybył              |
|                                                       |           | 4  | Colin Davis             | Porsche       | D     | 0    |               | nie przybył              |
|                                                       |           | 6  | Carlo Mario Abate       | Lotus-Climax  | D     | 0    |               | nie przybył              |
|                                                       |           | 44 | Ian Burgess             | Cooper-Climax | D     | 0    |               | brak sprawnego samochodu |
| P                                                     | + / –     | Nr | Kierowca                | Konstruktor   | Opony | Okr. | Czas / Strata | Komentarz                |

### Najszybsze okrążenie
Źródło: statsf1.com
| Nr | Kierowca    | Konstruktor | Czas   | Okr. |
| -- | ----------- | ----------- | ------ | ---- |
| 8  | Graham Hill | BRM         | 2:16,9 | 32   |

### Prowadzenie w wyścigu
Źródło: statsf1.com
| Nr                              | Kierowca    | Konstruktor  | Okrążenia   | Suma |
| ------------------------------- | ----------- | ------------ | ----------- | ---- |
| 8                               | Graham Hill | BRM          | 1-30, 34-42 | 39   |
| 30                              | Dan Gurney  | Porsche      | 43-54       | 12   |
| 12                              | Jim Clark   | Lotus-Climax | 31-33       | 3    |
| \| Wykres \| \| ------ \| \| \| |             |              |             |      |
| Wykres                          |             |              |             |      |
|                                 |             |              |             |      |

## Klasyfikacja po wyścigu
Pierwsza szóstka otrzymywała punkty według klucza 9-6-4-3-2-1. Liczone było tylko 5 najlepszych wyścigów danego kierowcy.
Uwzględniono tylko kierowców, którzy zdobyli jakiekolwiek punkty
| P  | +/− | Kierowca                | Starty | Punkty | P1 | P2 | P3 | PP | NO | NS |
| -- | --- | ----------------------- | ------ | ------ | -- | -- | -- | -- | -- | -- |
| 1  | 0   | Graham Hill             | 4      | 16     | 1  | 1  | –  | 1  | 1  | –  |
| 2  | 0   | Phil Hill               | 3      | 14     | –  | 1  | 2  | –  | –  | –  |
| 3  | +1  | Bruce McLaren           | 4      | 12     | 1  | –  | –  | –  | 1  | 2  |
| 4  | −1  | Jim Clark               | 4      | 9      | 1  | –  | –  | 2  | 2  | 2  |
| 5  | N   | Dan Gurney              | 3      | 9      | 1  | –  | –  | –  | –  | 2  |
| 6  | +5  | Tony Maggs              | 4      | 8      | –  | 1  | –  | –  | –  | 2  |
| 7  | −1  | John Surtees            | 4      | 7      | –  | –  | –  | 1  | –  | 1  |
| 8  | −3  | Trevor Taylor           | 4      | 6      | –  | 1  | –  | –  | –  | 2  |
| 9  | N   | Richie Ginther          | 4      | 4      | –  | –  | 1  | –  | –  | 3  |
| 10 | −3  | Lorenzo Bandini         | 1      | 4      | –  | –  | 1  | –  | –  | –  |
| 11 | −3  | Giancarlo Baghetti      | 2      | 3      | –  | –  | –  | –  | –  | 1  |
| 11 | −3  | Ricardo Rodríguez       | 2      | 3      | –  | –  | –  | –  | –  | 1  |
| 13 | −3  | Jo Bonnier              | 3      | 2      | –  | –  | –  | –  | –  | 1  |
| 14 | −2  | Carel Godin de Beaufort | 3      | 2      | –  | –  | –  | –  | –  | –  |
| 15 | −2  | Jack Brabham            | 4      | 1      | –  | –  | –  | –  | –  | 2  |
| P  | +/− | Kierowca                | Starty | Punkty | P1 | P2 | P3 | PP | NO | NS |

### Konstruktorzy
Tylko jeden, najwyżej uplasowany kierowca danego konstruktora, zdobywał dla niego punkty. Również do klasyfikacji zaliczano 5 najlepszych wyników.
| P                 | +/− | Konstruktor     | Starty | Punkty | P1 | P2 | P3 | PP | NO | NS |
| ----------------- | --- | --------------- | ------ | ------ | -- | -- | -- | -- | -- | -- |
| 1                 | 0   | BRM             | 8      | 20     | 1  | 1  | 1  | 1  | 1  | 3  |
| 2                 | +2  | Cooper-Climax   | 10     | 17     | 1  | 1  | –  | –  | 1  | 5  |
| 3                 | −1  | Lotus-Climax    | 23     | 15     | 1  | 1  | –  | 2  | 2  | 12 |
| 4                 | −1  | Ferrari         | 10     | 14     | –  | 1  | 3  | –  | –  | 3  |
| 5                 | +1  | Porsche         | 10     | 12     | 1  | –  | –  | –  | –  | 4  |
| 6                 | −1  | Lola-Climax     | 7      | 7      | –  | –  | –  | 1  | –  | 4  |
| Niesklasyfikowani |     |                 |        |        |    |    |    |    |    |    |
|                   |     | Lotus-BRM       | 3      | 0      | –  | –  | –  | –  | –  | 3  |
|                   |     | Emeryson-Climax | 1      | 0      | –  | –  | –  | –  | –  | 1  |
| P                 | +/− | Kierowca        | Starty | Punkty | P1 | P2 | P3 | PP | NO | NS |